# Sygdomme og skadedyr på æbletræer
Sygdomme og skadedyrs angreb på æbletræer har været kendt genne årtusinder, dvs. så længe slægten har været dyrket. Hver gang dyrkningen er taget op på et nyt sted, er sygdomme og skadedyr hurtigt fulgt efter. Det er vigtigt at notere sig, at disse skadegørende organismer (dyr, svampe, bakterier og vira) ikke kun er knyttet til de dyrkede æbletræer. Hvad enten de vilde arter kaldes ”prydæbler”, ”paradisæbler”, ”æblegrundstammer” eller noget helt fjerde, så er de føde for skadegørerne. Smitte kan altså komme fra såvel de dyrkede som de vildtvoksende planter.

## Skadedyr
Der er mange planteædende dyr, som kan gøre skade på æbletræer og deres frugter. Her nævnes blot de, som er bundet til at bruge arter og sorter af æble som deres fødekilde. 
- Frugttræspindemide
- Æblebladloppe
- Grøn æblebladlus
- Æbleknopbladlus
- Rød æblebladlus
- Bladbille
- Minermøl
- Æblespindemøl
- Blodlus

## Sygdomme
De egentlige sygdomme på æble skyldes en lang række organismer, som lever af det organiske stof, som træet producerer. Visse sygdomme er kun skæmmende, og de får ikke den store betydning for træets trivsel. Andre nedsætter eller forhindrer frugtudbytte, og atter andre skader selve træets grene, stamme eller rødder.
- Jordtræthed
- Ildsot
- Æblekræft
- Æblemeldug
- Æbleskurv
- Grå monilia
- Gul Monilia
- Almindelig gråskimmel

## Fysiogene skader
Der er en særlig gruppe af sygdomme hos æbletræer, der kaldes ”fysiogene sygdomme” eller ”fysiogene skader”, og de skyldes, at æbletræerne ikke har ordentlige vækstbetingelser. Man forebygger med andre ord disse plager ved at forbedre træernes livsbetingelser. Bekæmpelse kan der i sagens natur ikke blive tale om.
- Kvælstofmangel
- Kaliummangel
- Calciummangel
- Magnesiummangel
- Bormangel
- Jern- og manganmangel